# Pot à poussière
Un pot à poussière est un dispositif de dépoussiérage fondé sur le principe de la décantation. Il est essentiellement utilisé sur les hauts fourneaux, où il est la première unité de dépoussiérage des gaz de haut fourneau, captés au gueulard, avant les étapes de dépoussiérage par cyclone et laveur.

## Types et principes de fonctionnement

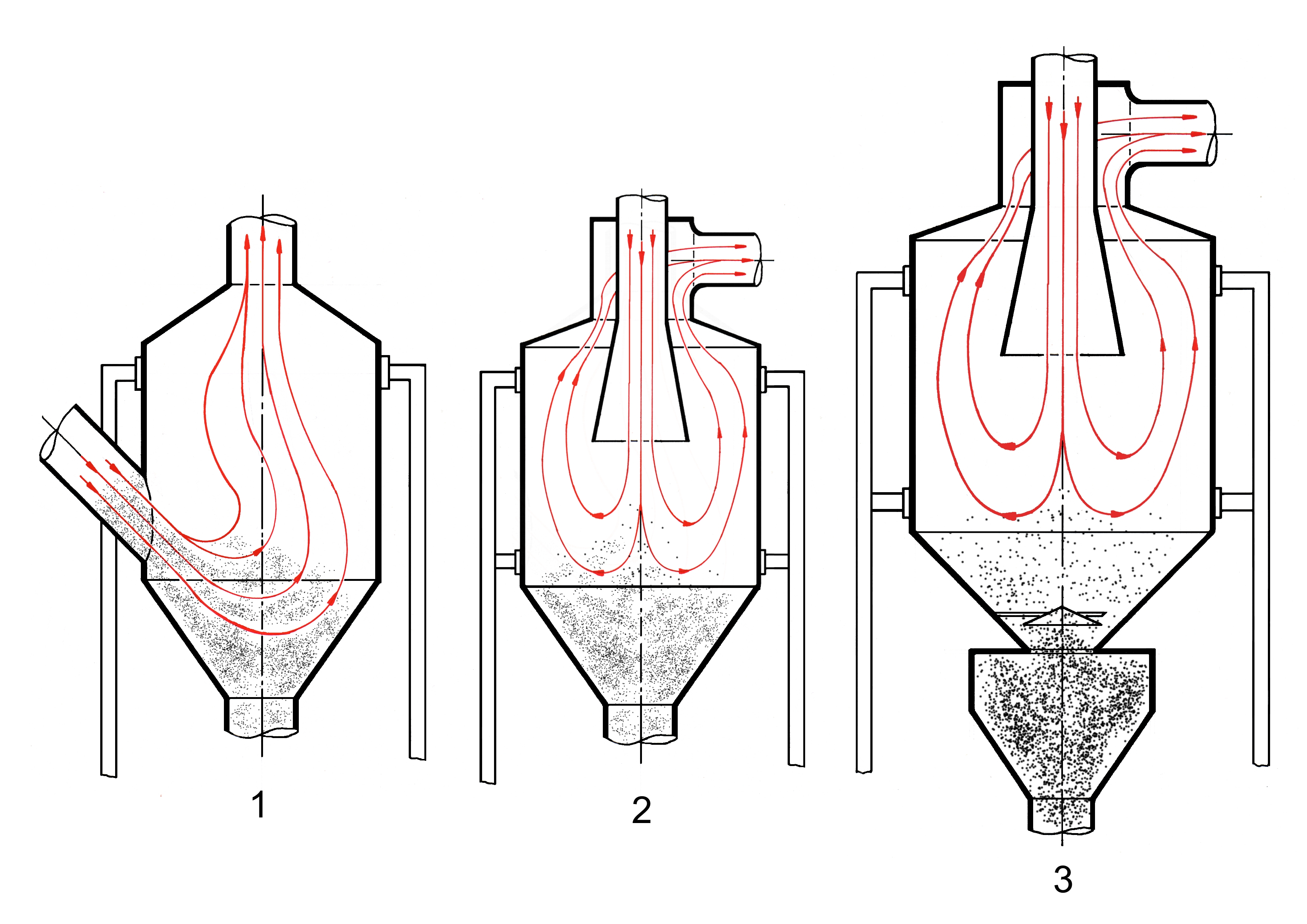
Différents types de pots à poussières

Un pot à poussière consiste essentiellement en un grand réservoir cylindrique en acier, d'une douzaine de mètres de diamètre, avec à sa base un cône servant à la collecte des poussières.
Dans sa construction la plus primitive, le gaz arrive de biais à la base du cylindre, et remonte vers le sommet. Deux phénomènes sont alors utilisés :
1. le brusque changement de direction ne sera pas suivi par les particules les plus massives qui, en continuant tout droit, heurteront la paroi opposée et perdront alors leur vitesse. Elles pourront alors descendre vers le cône inférieur où les poussières sont recueillies.
2. le changement de section amène un ralentissement des gaz, qui n'ont plus la vitesse suffisante pour emporter les poussières vers la sortie située en haut du pot.

Avec une arrivée des gaz bruts par le haut, le changement de direction est encore plus brutal, et la distance parcourue augmentée. Cette disposition rend aussi l'écoulement plus symétrique, ce qui optimise l'utilisation du volume du pot.
Un divergent sur la conduite d'arrivée du gaz limite l'impact du fluide dans le cône inférieur, ce qui tranquillise le tas de poussières collectées. On peut encore mieux isoler ce tas en le  laissant s'écouler dans un réservoir inférieur, où les poussières ne sont plus exposées à la circulation des gaz.

## Efficacité
L’efficacité globale du dispositif est essentiellement liée au volume du pot :
- le rapport entre la section de la conduite et celle du pot, qui correspond à la chute de vitesse du gaz ;
- le volume du pot, qui donne le temps de séjour du gaz ;

Un pot permet généralement d'atteindre un taux de collecte de 40 % à 60 % des poussières contenues dans le gaz brut de haut fourneau.
La granulométrie de coupure d'un pot à poussières d'un haut fourneau est de l’ordre de 200  à   300 μm. Pour des poussières d'un diamètre de 100 μm, la proportion captée par le pot n'est que de 50% . La capacité d'épuration augmente sensiblement avec la taille du pot.

## Avantages
La simplicité du pot à poussière est le premier avantage généralement cité.
On peut également noter que la décantation des poussières étant fondée sur un changement brutal de direction et une baisse de la vitesse, le pot à poussière conserve son efficacité dans une large gamme de débits. Il reste efficace lors d'une arrivée massive de poussières de granulométrie élevée, due par exemple à un dysfonctionnement. Les cyclones ont comparativement une plage de fonctionnement plus étroite, la mise en rotation du gaz dépendant de sa vitesse.
Les faibles vitesses de circulation des gaz réduisent fortement l'abrasion des parois qui, à l'exception du pot à entrée latérale, n'ont pas besoin d'être protégées par un revêtement en béton ou en céramique. L'absence de revêtement anti-abrasion permet de plus d'éviter les phénomènes de dilatation différencielle, ce qui rend le pot à poussières particulièrement apte à supporter les variations de température cycliques ou accidentelles.
La perte de charge d'un pot à poussière est assez faible, notamment comparée avec celle d'un cyclone.

## Inconvénients
Le temps de séjour du gaz reste inférieur à celui que permet un cyclone, qui peut atteindre un taux de captation de 85 % sur un gaz de haut fourneau, avec une granulométrie de coupure de l’ordre de 150 μm. En outre, le pot à poussière utilise la gravité, alors que le cyclone exploite la force centrifuge : bien conçu, ce dernier met en œuvre des accélérations beaucoup plus élevées. Le pot à poussières est donc souvent destiné à la captation des particules les plus massives et les plus abrasives, généralement les poussières de coke, en amont d'un cyclone.
Le gros volume du pot à poussière rend également problématique son installation dans des environnements encombrés. Ce volume rend également son utilisation assez délicate:
- les épaisseurs des parois doivent être très optimisées pour limiter le coût, ce qui rend critique leur soudure et leur entretien ;
- un grand volume de gaz est stocké (gaz toxique et sous pression dans le cas d'un haut fourneau).

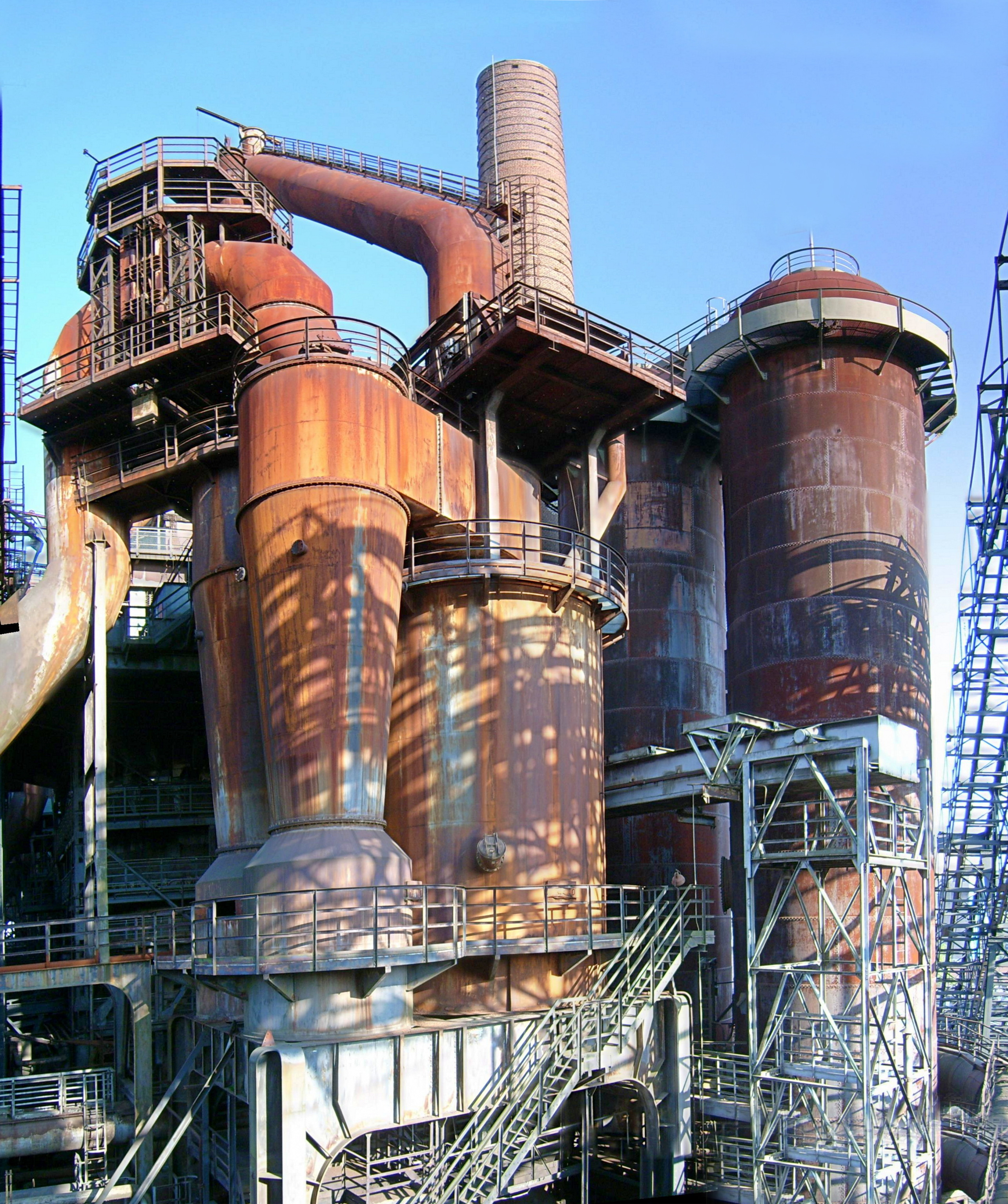
Pot à poussières (au centre) et cyclones tangentiels (à gauche) d'un haut fourneau de Völklingen.
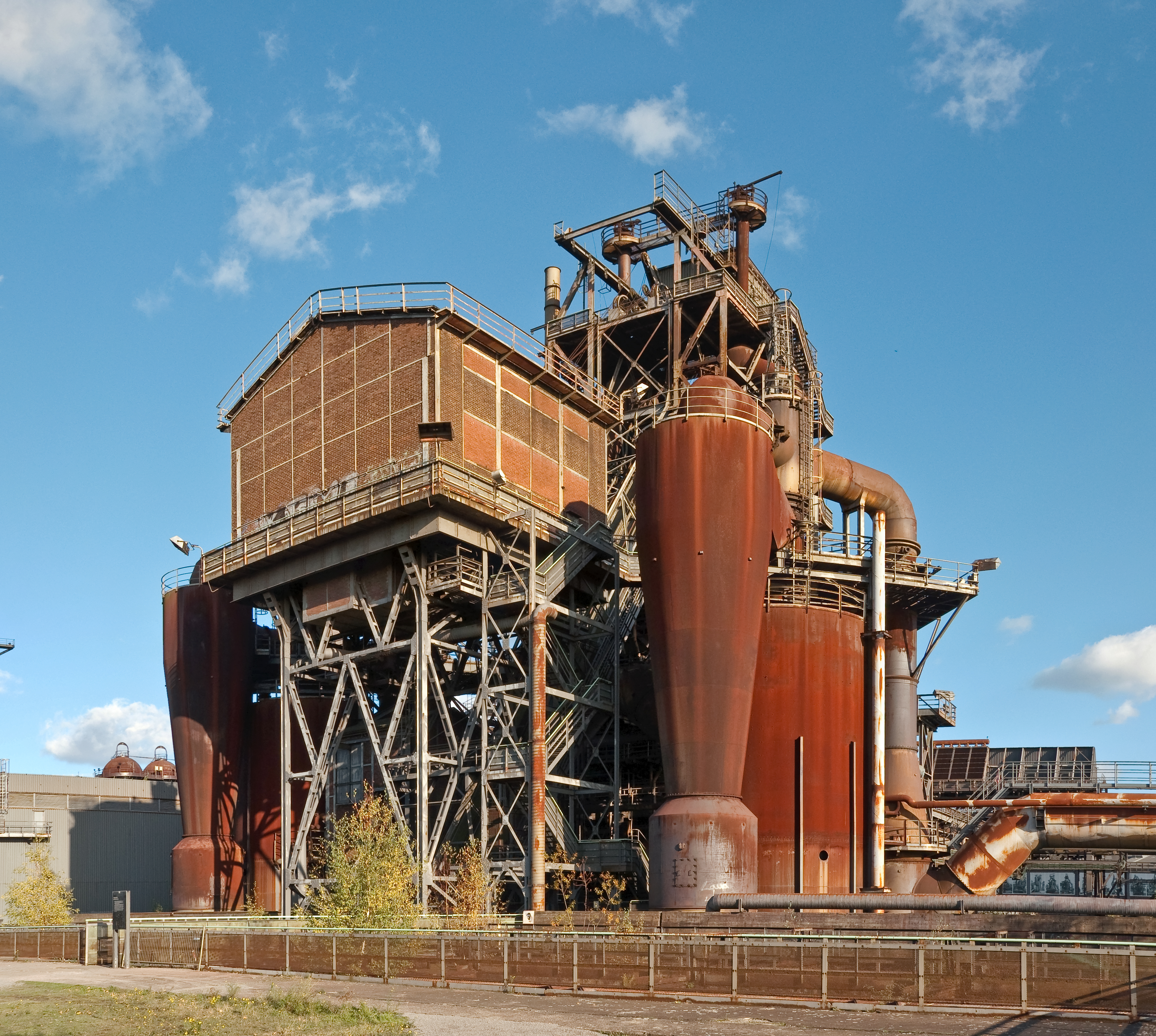
Pot à poussières derrière un cyclone à Duisbourg.
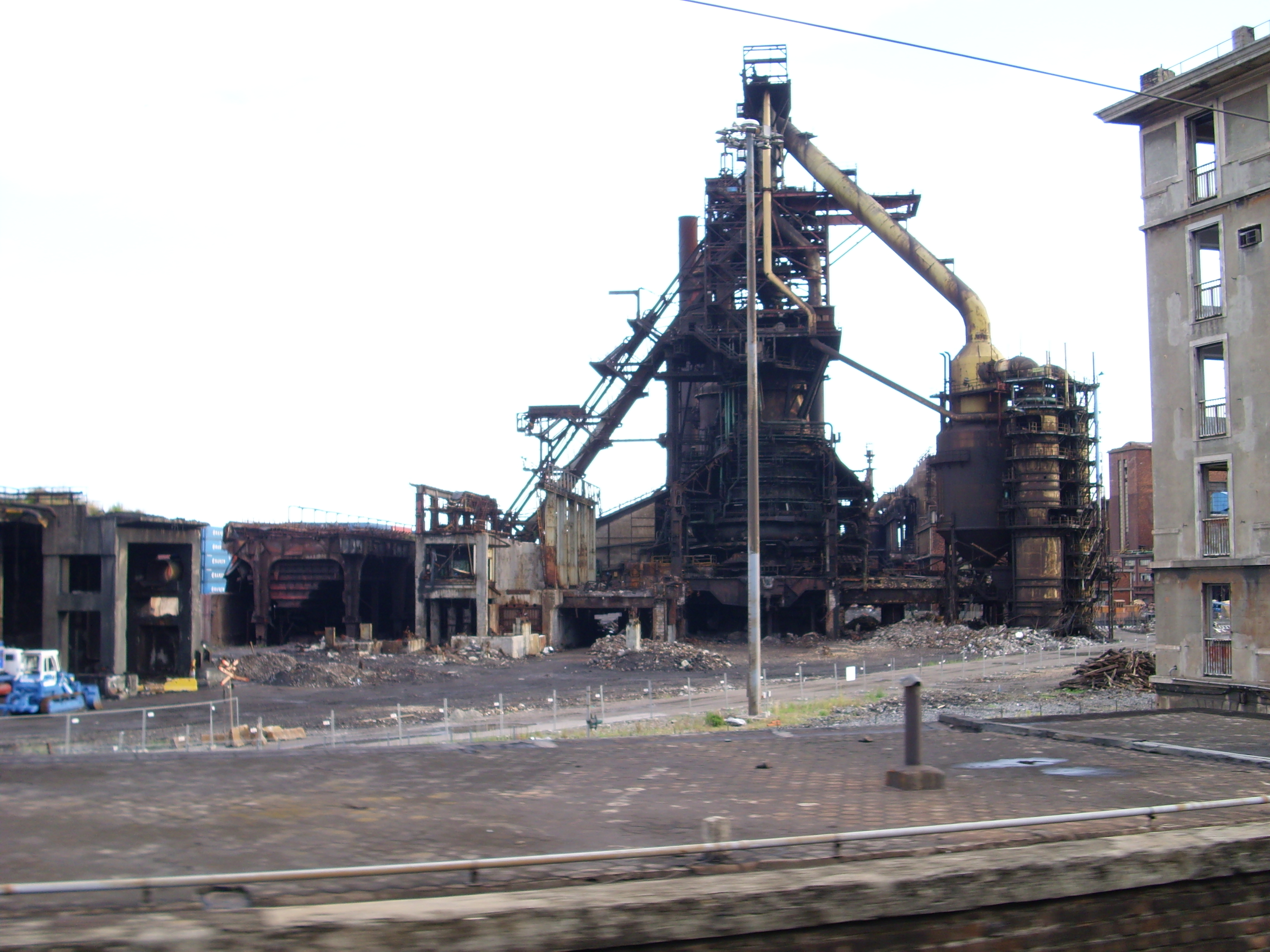
Pot à poussière d'un haut fourneau en cours de démolition à Cornigliano (Gênes).
Pot à poussières devant le Haut fourneau 1 des Sloss Furnaces (en)